# AS Adema 149 - 0 SO de l'Emyrne
AS Adema 149 - 0 SO de l'Emyrne fue el resultado final de un partido de fútbol en el que tuvo lugar la mayor goleada de la historia reconocida por el Libro Guinness de los récords, el día 31 de octubre de 2002, durante la final de la THB Champions League de 2002 en Madagascar. El resultado del partido se debe a una protesta ante las decisiones arbitrales. Este resultado superó con mucha diferencia al 36-0 del partido entre los equipos escoceses Arbroath FC y Bon Accord FC, que fue la mayor goleada durante 117 años.

## Causas y consecuencias
El partido formaba parte de una liguilla final entre cuatro equipos para dilucidar el ganador del campeonato. En el partido anterior el SO de l'Emyrne había perdido todas sus opciones para ganarlo, tras recibir un gol que provocó un empate 2:2 en los últimos minutos con un penalti discutido. Pese a las protestas del equipo y el público, el árbitro, el señor Razafintsalama, no cambió su criterio.
Con todo perdido, el SO de l'Emyrne se enfrentaba en la última jornada al líder de la competición y rival histórico, el AS Adema, y, pese a los problemas arbitrales en el partido anterior, de nuevo era árbitro del encuentro el señor Razafintsalama.
Durante el partido, debido a una discusión entre el árbitro y el entrenador del SO de l'Emyrne, Ratsimandresy Ratsarazaka, provocada por una decisión del árbitro que causó mucha molestia con Ratsarazaka, este ordenó a sus jugadores marcar goles en su propia portería como protesta por el arbitraje. Tras cada gol, tres jugadores de campo sacaban de centro y corrían hacia su portería para anotar otro sin ninguna oposición de su portero y ante la mirada atónita de los jugadores del equipo contrario. 
El público abandonó el estadio y pidió la devolución de lo pagado por sus entradas, y el gran escándalo acabó con tres años de sanción para el entrenador y uno para los cuatro jugadores implicados: Mamisoa Razafindrakoto (capitán), Dominique Rakotonandrasana (portero), Manitra Andrianaina y Rakotoarimanana Tolojanahary. El árbitro del partido, el señor Razafintsalama, no fue sancionado, ya que se consideró que la situación estaba fuera de su control.
La investigación finalizó con la destitución por parte del Ministro de Deportes, René Ndalana, de los dirigentes de la federación por corrupción arbitral.